# Apuñalamientos de Southport de 2024
El 29 de julio de 2024, se produjo un apuñalamiento masivo contra niñas en un estudio de danza en Southport, Merseyside, Reino Unido. Tres niñas murieron y otras 10 personas, ocho de las cuales eran niñas, resultaron heridas, algunas de ellas de gravedad. Axel Rudakubana, un ciudadano británico de 17 años nacido en Cardiff de padres ruandeses, fue arrestado en el lugar y ha sido acusado de tres cargos de asesinato, diez cargos de intento de asesinato y un cargo de posesión de un artículo con filo.
El ataque tuvo lugar en un taller de yoga y danza con temática de la cantante estadounidense Taylor Swift que se celebraba en Hart Space, un estudio comunitario en la zona de Meols Cop de Southport. Había veinticinco niños presentes. El atacante apuñaló a once niñas y dos mujeres; dos niñas murieron en el lugar. Seis de las niñas heridas y ambas mujeres se encontraban en estado crítico cuando fueron trasladados al hospital, y una tercera niña murió al día siguiente.

## Reacciones
Inmediatamente después del ataque, comenzó a difundirse ampliamente en las redes sociales información errónea sobre la identidad del atacante, incluido un nombre falso. Algunas cuentas de extrema derecha compartieron afirmaciones falsas sobre la nacionalidad, la religión y el estatus migratorio del sospechoso.
El 30 de julio por la tarde se celebró una vigilia en el exterior del Atkinson en Eastbank Square, a la que asistieron miles de personas. Allí y cerca de la escena del ataque se dejaron flores y notas escritas a mano. Esa misma tarde, un gran grupo de personas se reunió cerca de una mezquita en St Luke's Road, cerca de Hart Street. Atacaron la mezquita con ladrillos, botellas y piedras, y prendieron fuego a un vehículo policial. La policía de Merseyside creía que el grupo era partidario de la Liga de Defensa Inglesa, aunque la EDL ha dejado de existir en un sentido formal. Se informó que 39 oficiales resultaron heridos; 27 fueron hospitalizados y ocho sufrieron heridas graves. Más tarde se vieron más disturbios alimentados por el racismo en ciudades británicas, incluidas Manchester, Londres, Sunderland, Hartlepool y Aldershot.